# Justicia lanceolata
Justicia lanceolata es una especie de planta floral del género Justicia, familia Acanthaceae.
Es nativa de los Estados Unidos (Alabama, Arkansas, Florida, Georgia, Illinois, Kentucky, Luisiana, Misisipi, Misuri, Oklahoma, Tennessee y Texas).

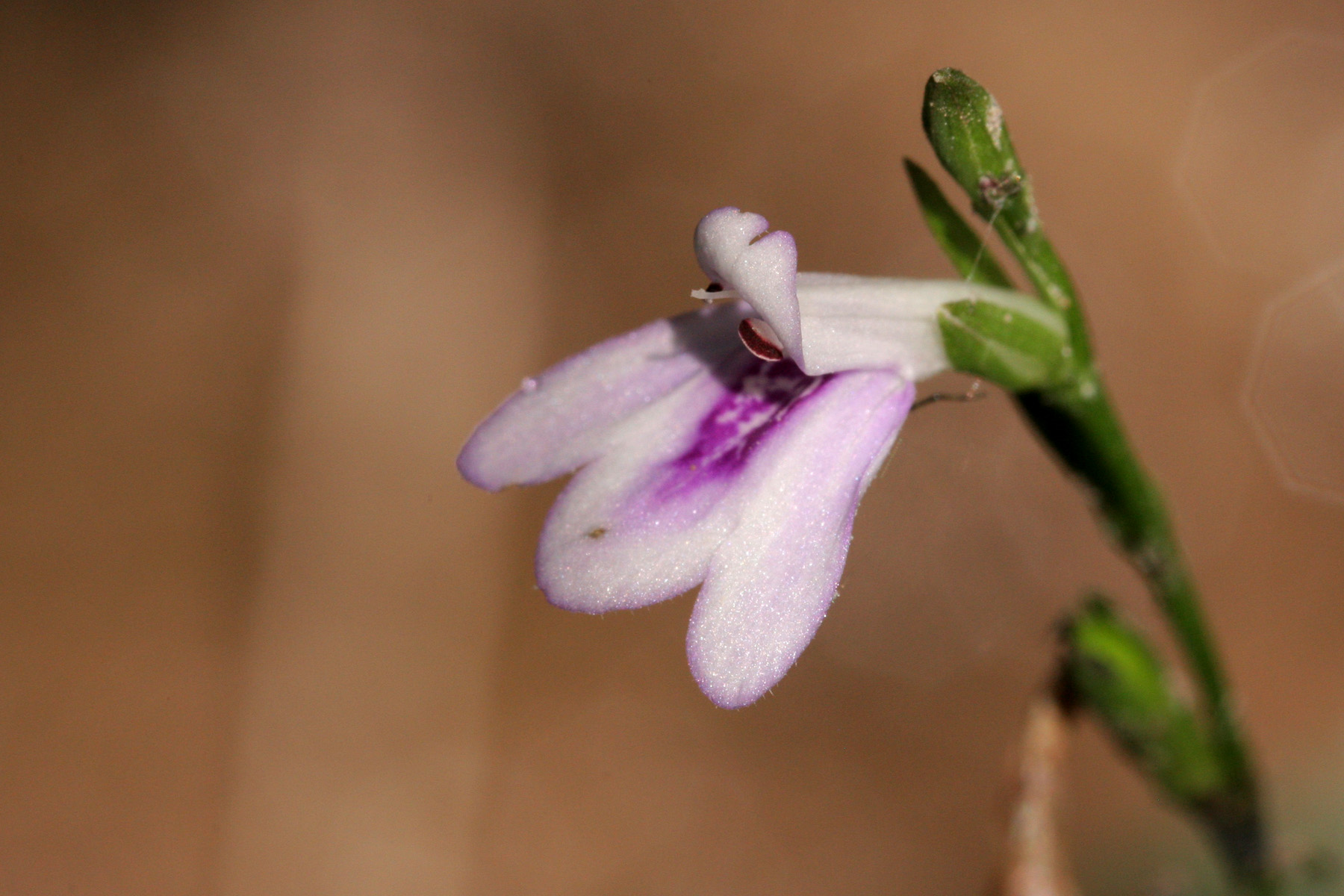
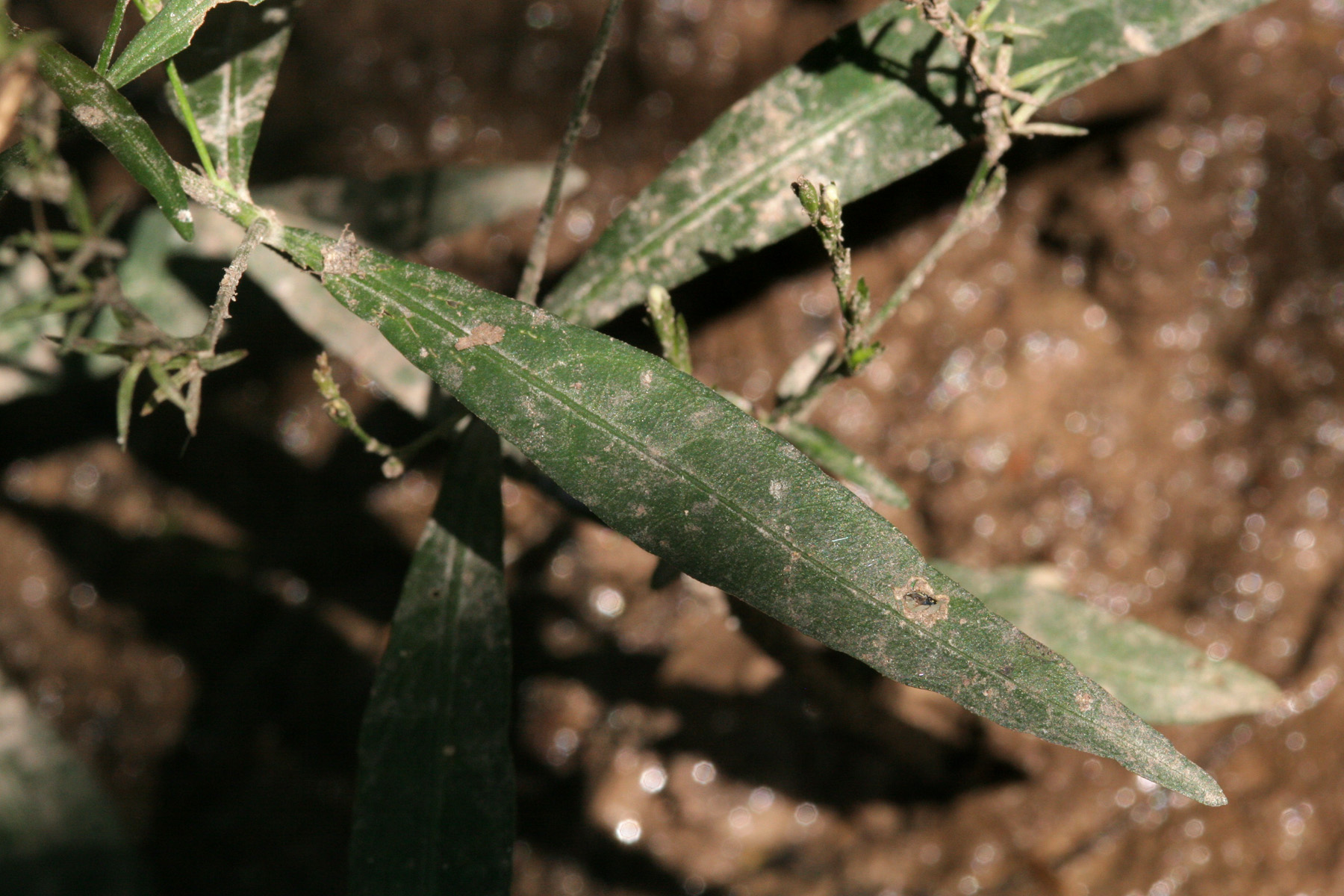
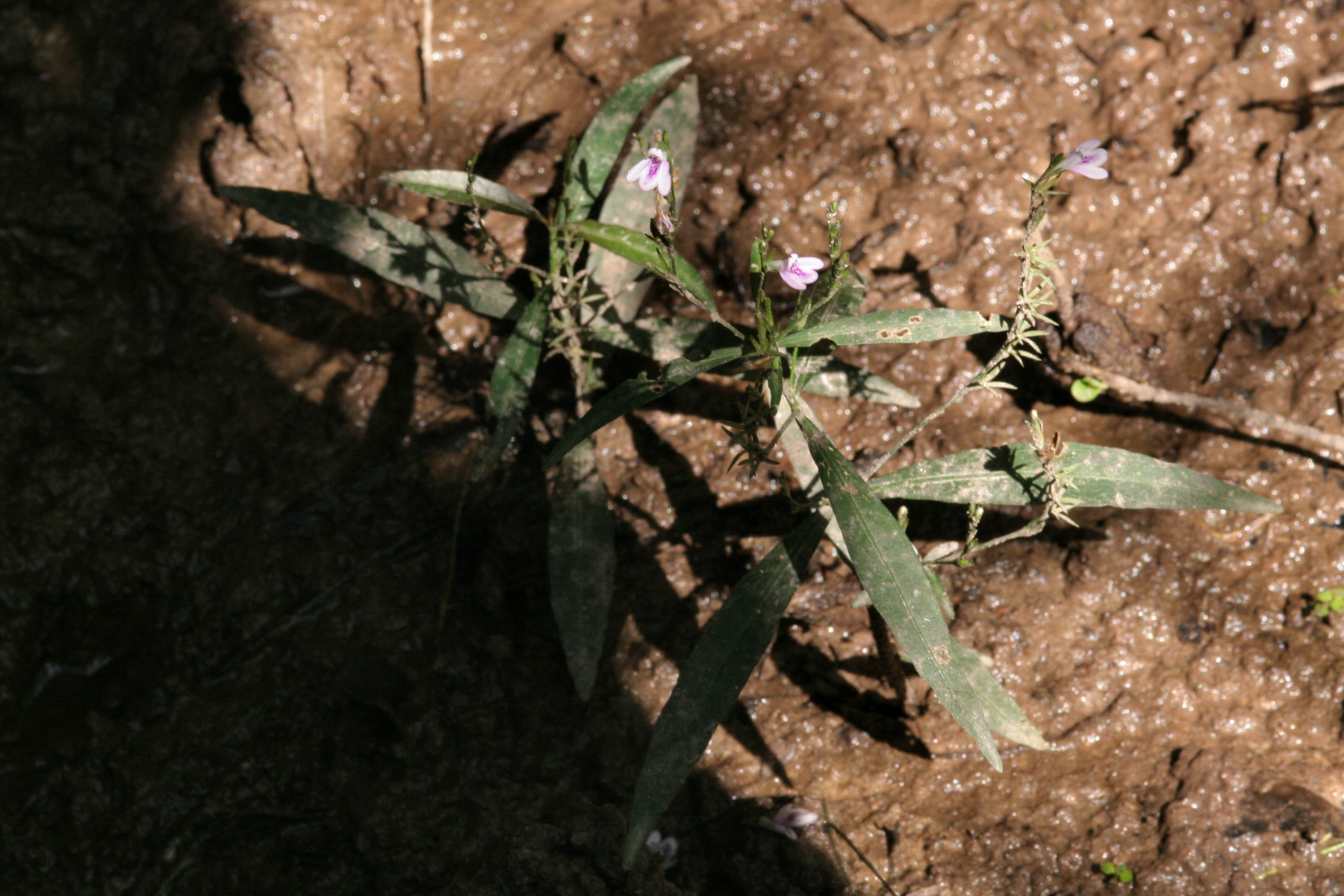